# Untold Festival

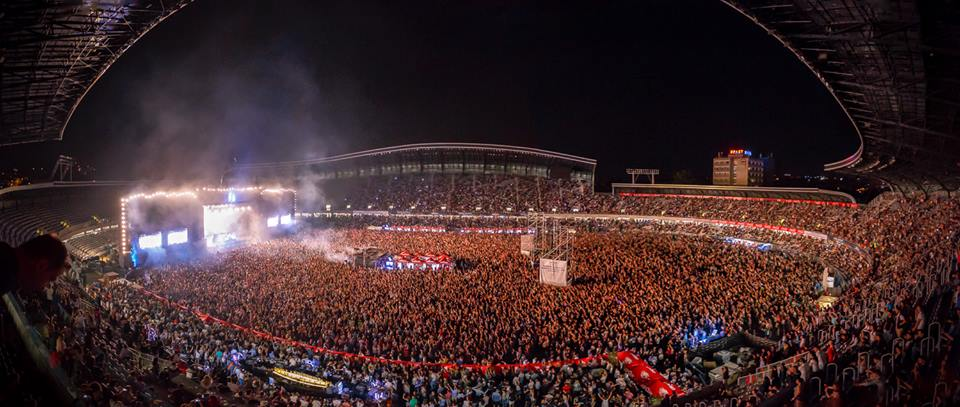
Main Stage 2015

Das Untold Festival ist eine Veranstaltung der Elektronischen Tanzmusik, welche seit 2015 jährlich Anfang August im Central Park im rumänischen Cluj-Napoca stattfindet. Mit über 350.000 Besuchern ist es das größte Festival dieser Art in Rumänien.

## Geschichte
Der Veranstalter bezeichnet die einzelnen Ausgaben als Chapters (dt. Kapitel).

### Untold: Chapter 1
Das erste Mal fand das Festival im Jahre 2015 statt als Cluj Europäische Jugendhauptstadt war. Die meisten Konzerte wurden in der Cluj Arena gespielt. Insgesamt besuchten mehr als 240.000 Besucher die Konzerte. Headliner der ersten Ausgabe waren Armin van Buuren, Avicii, David Guetta, Dimitri Vegas & Like Mike sowie ATB. Insgesamt konnten durch das Festival 20 Mio. Euro an Einnahmen generiert werden.

### Untold: Chapter 2
Die zweite Ausgabe fand vom 4. bis 7. August 2016 auf insgesamt zehn Bühnen statt. Headliner waren die Top 5 DJs des Jahres 2015: Tiësto, Hardwell, Martin Garrix, Dimitri Vegas & Like Mike und Armin van Buuren sowie zusätzlich Afrojack. Weitere Live-Acts waren Dannic, Fedde Le Grand, Naughty Boy, Lost Frequencies, Faithless, Parov Stelar, Scooter, Ella Eyre, James Arthur, Kwabs, Labrinth, John Digweed, Sasha, Nneka and Tujamo. Insgesamt wurden mehr als 300.000 Besucher gezählt, davon rund 30.000 aus dem Ausland.

### Untold: Chapter 3
Die dritte Ausgabe fand vom 3. bis 6. August 2017 statt. Bereits im Januar wurden die sieben Headliner des Festivals bekannt gegeben: Afrojack, Armin Van Buuren, Axwell Λ Ingrosso, Dimitri Vegas & Like Mike, Hardwell, Martin Garrix, Marshmello und Steve Aoki. Im März schließlich wurden die Live-Acts veröffentlicht. Diese waren: Ellie Goulding, Example, Hurts, Jasmine Thompson, MØ, John Newman sowie Tinie Tempah. Weitere bekannte Künstler, die einen Auftritt hatten, waren u. a. Alan Walker, Don Diablo, Dillon Francis, Charli XCX, Redfoo, Era Istrefi, The Avener, Dannic, Lost Frequencies, Sander van Doorn, Dubfire, Kadebostany, Jamie Jones, Loco Dice, Solomun, Sven Väth, Andy C, Borgore, Pendulum und Chase & Status. Es wurden über 330.000 Tickets verkauft. Für das mehrtägige Festival investierte der Veranstalter mehr als 10 Millionen Euro.

### Untold: Chapter 4 - Wolf Spirit
Die vierte Edition des Festivals wurde vom 2. bis 5. August 2018 ausgetragen. Laut Veranstalter beliefen sich die Kosten umgerechnet auf rund 12 Millionen Euro. Bereits am ersten Tag kamen mehr als 85.000 Menschen zum Konzert von The Chainsmokers, die zum ersten Mal auf einer rumänischen Bühne zu sehen waren. Der Zuschauerrekord wurde jedoch am zweiten Tag des Festivals von einer Anzahl von 100.000 Zuschauern gebrochen, die an den Shows von Jason Derulo und dem norwegischen DJ Kygo teilnahmen.
Nachdem er bereits 7 Stunden lang aufgelegt hatte, gab der niederländische DJ Armin van Buuren im Anschluss an sein Konzert seinen Fans noch ab 9 Uhr morgens Autogramme.

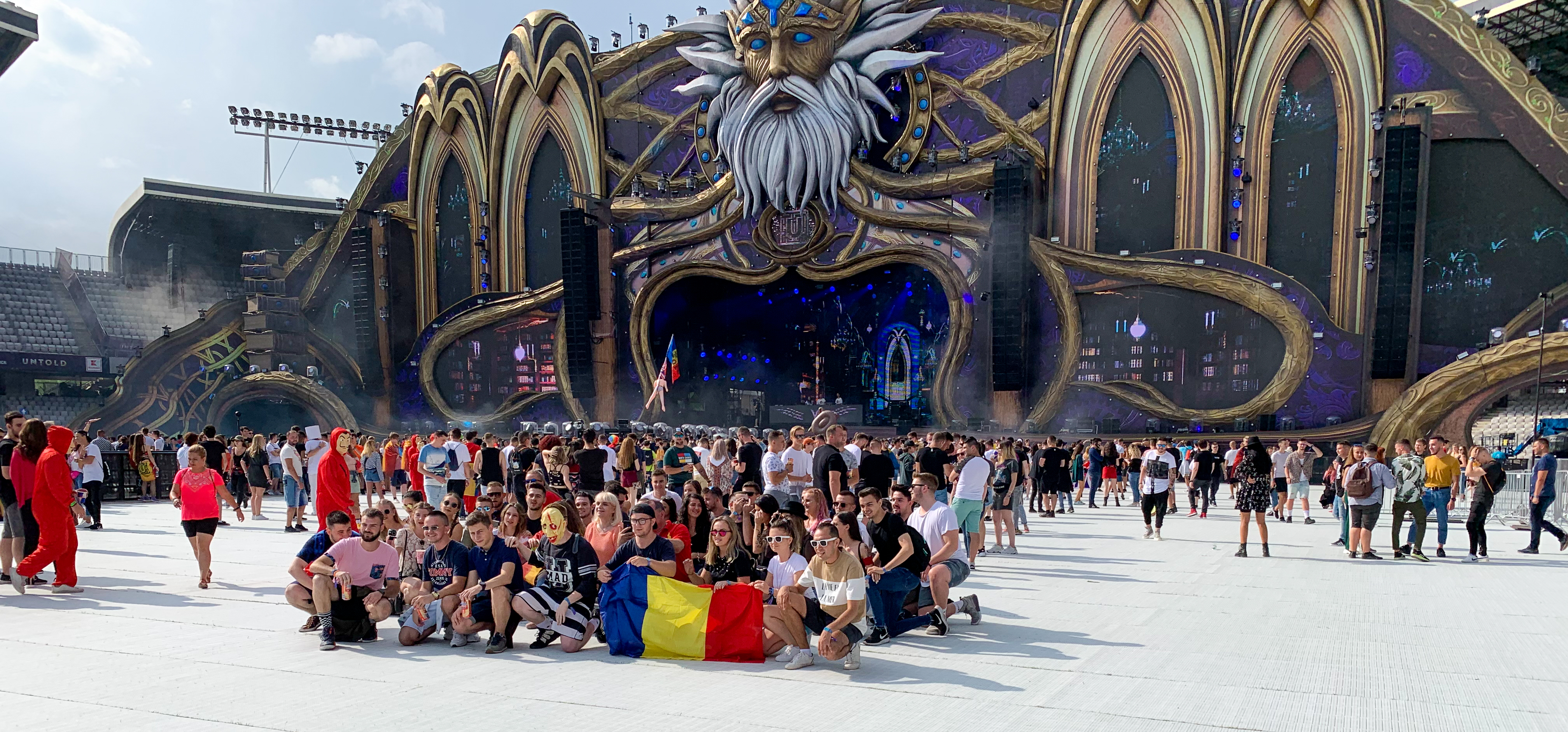
Main Stage 2019

### Untold: Chapter 5 - The Codex of Magic
Die fünfte Edition des Festivals fand vom 1. bis zum 4. August 2019 statt. Auf vier Tage verteilt kamen rund 372.000 Besucher, damit war es die meistbesuchte Ausgabe des Festivals. Am ersten sowie am dritten Tag kamen je ca. 90.000 Festivalbesucher, am zweiten Tag ca. 95.000 und am vierten Tag ca. 97.000.